# Thoatherium
Thoatherium è un genere estinto di mammiferi litopterni, appartenente ai proteroteriidi. Visse Miocene inferiore/medio (circa 17 - 16 milioni di anni fa) e i suoi resti fossili sono stati ritrovati in Sudamerica.

## Descrizione
Questo animale, con una lunghezza di soli 70 centimetri, rappresenta uno dei più piccoli esemplari di litopterni. L'eccezionalità del toaterio risiede nello sviluppo delle zampe, estremamente simili a quelle del cavallo odierno: come questo, infatti, anche il toaterio sviluppò un solo dito munito di zoccolo, portando questa specializzazione a un grado evolutivo ancora ulteriore rispetto a quello del vero cavallo, dal momento che Thoatherium era sprovvisto anche dei metacarpi e metatarsi laterali (presenti invece nel cavallo odierno). A tutti gli effetti, Thoatherium è il mammifero dal grado di monodattilia più sviluppato conosciuto. 
La testa di Thoatherium assomigliava a quella di altre forme simili ben note, come Diadiaphorus, ma era più leggera. Il muso era più allungato e l'orbita posizionata più all'indietro; in generale, il moso era più stretto e sottile. La superficie occipitale poteva sostanzialmente essere iscritta in un triangolo, e il bordo superiore dell'occipite sovrastava di molto il condilo occipitale. Le ossa nasali, molto più corte di quelle di Proterotherium, erano tuttavia più lunghe di quelle di Diadiaphorus. Gli incisivi inferiori erano entrambi sottili; sui molari inferiori erano presenti un protoconulo e due coni interni riuniti da una forte cresta sublongitudinale. Il metaconulo era sottile. Il collo era curiosamente corto, soprattutto in rapporto alla lunghezza delle zampe. La coda era anch'essa corta.
Le zampe assomigliavano molto a quelle di Proterotherium, ma erano più gracili. Il perone era particolarmente sottile. Il carpo e il tarso erano anch'essi simili a quelli di Proterotherium, ma erano presenti solo minuscole vestigia delle dita laterali. Le ossa del tarso che, nei cavalli, formano un anello fermo, in Thoatherium erano appena sviluppate. Il navicolare e l'entocuneiforme, tuttavia, conservavano una notevole lunghezza, mentre nei cavalli sono appiattiti. Il metatarso mediano rimaneva escluso dal contatto con alcune ossa del tarso. I metapodi e le dita erano molto più lunghe di quelle di Proterotherium. 

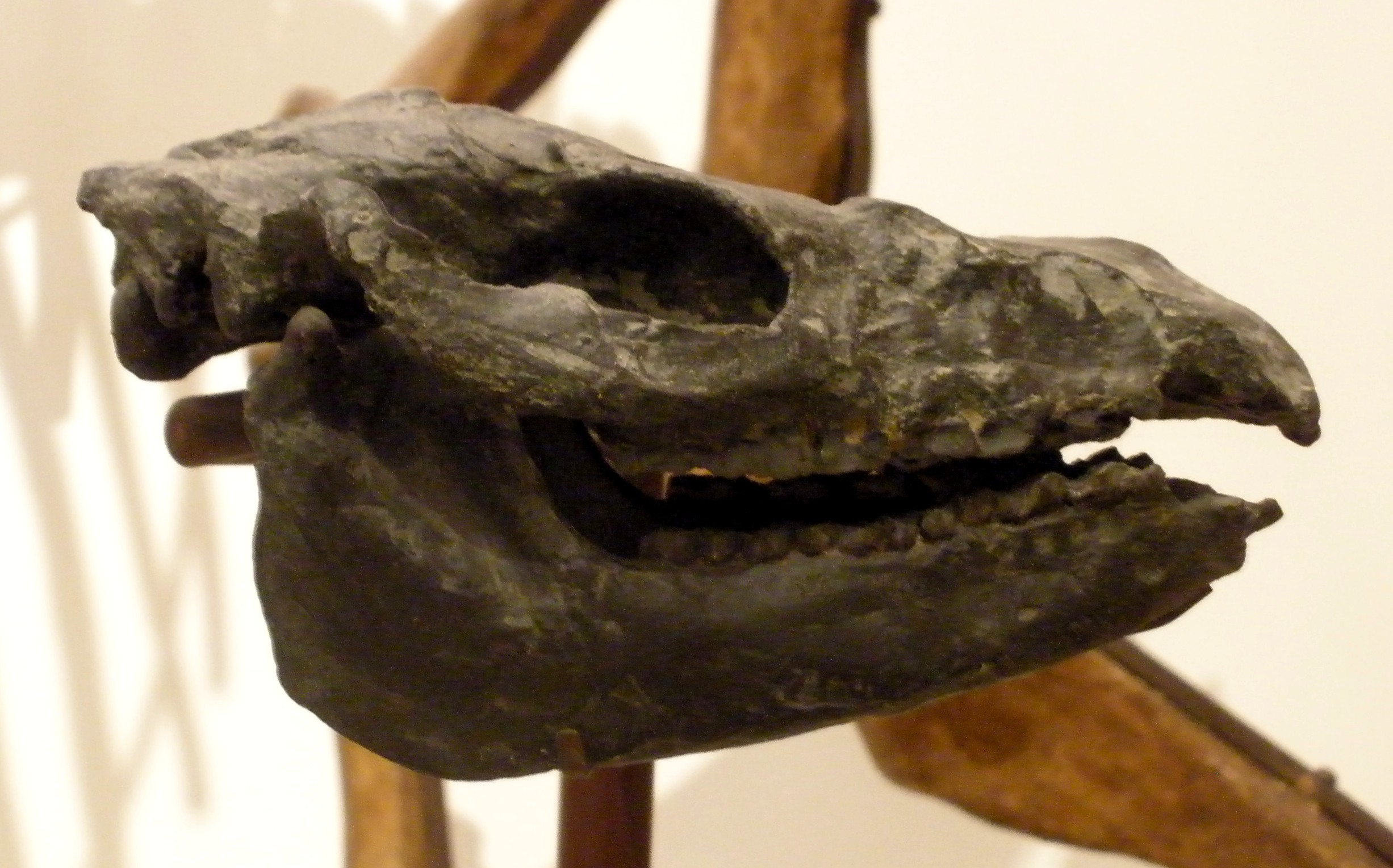
Cranio di Thoatherium crepidatum

In generale, l'aspetto di Thoatherium era quello di un animale snello e molto leggero; l'allungamento del tronco era pressoché intermedio tra quello degli artiodattili (più corto) e quello dei perissodattili (più lungo). La somiglianza con i cavalli era notevole per quanto riguarda gli arti, ma non si riscontrava né nella testa né nel corpo. A causa della struttura dell'astragalo, inoltre, il funzionamento delle zampe doveva essere più simile a quello degli artiodattili.

## Classificazione
Il genere Thoatherium venne descritto per la prima volta da Florentino Ameghino nel 1887, sulla base di resti fossili ritrovati nella formazione Santa Cruz in Argentina, in terreni della fine del Miocene inferiore. La specie tipo è Thoatherium minusculum, ma a questo genere lo stesso Ameghino descrisse negli anni seguenti altre specie, tutte del Miocene inferiore/medio agentino: T. bilobatum, T. crepidatum, T. karaikense, T. rhabdodon, T. velatum. 
Thoatherium risulta essere una delle forme più specializzate dei proteroteriidi, un gruppo di litopterni che svilupparono enormemente gli arti per uno stile di vita da corridori, indipendentemente dagli equidi.

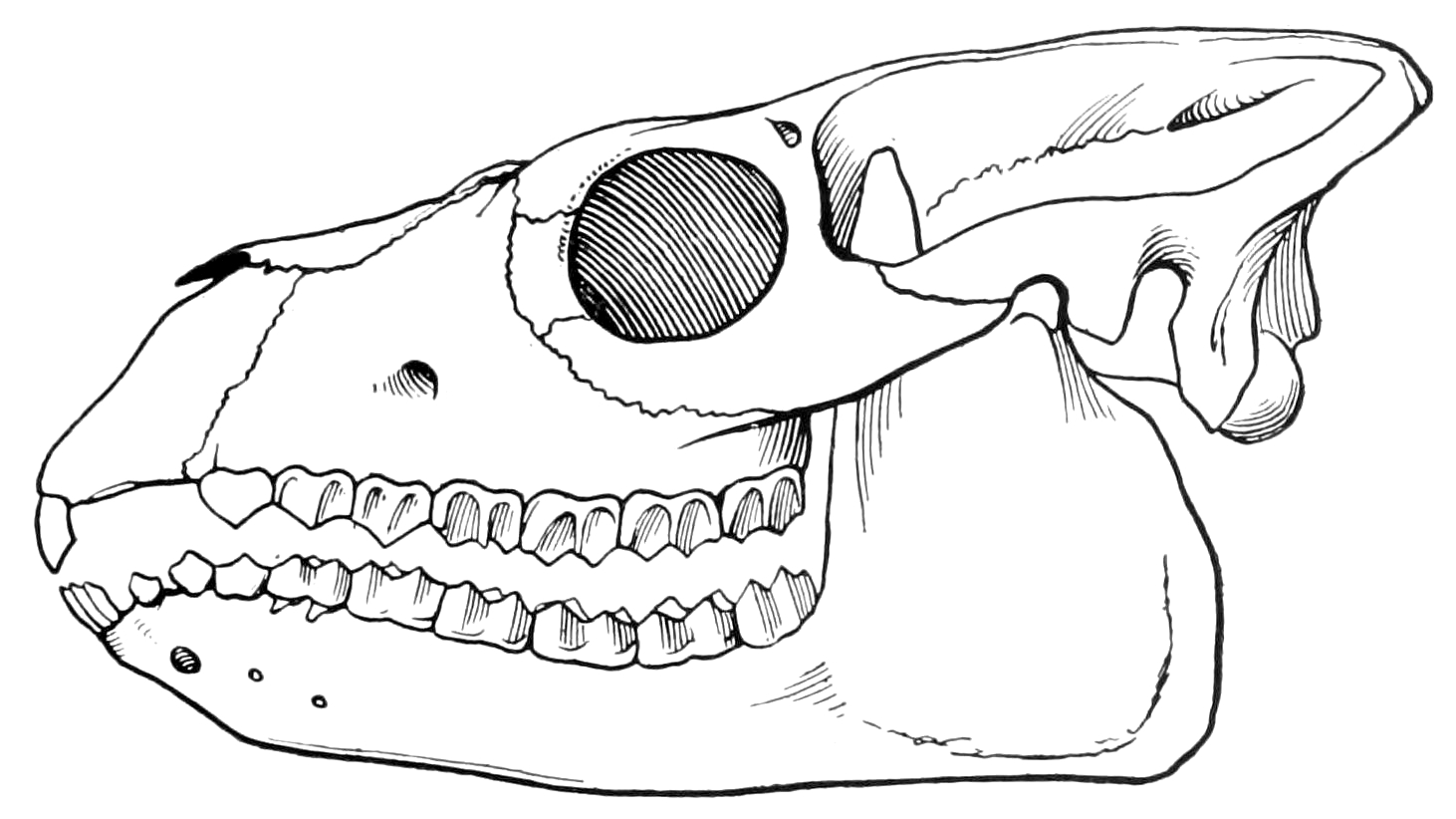
Ricostruzione del cranio di Thoatherium

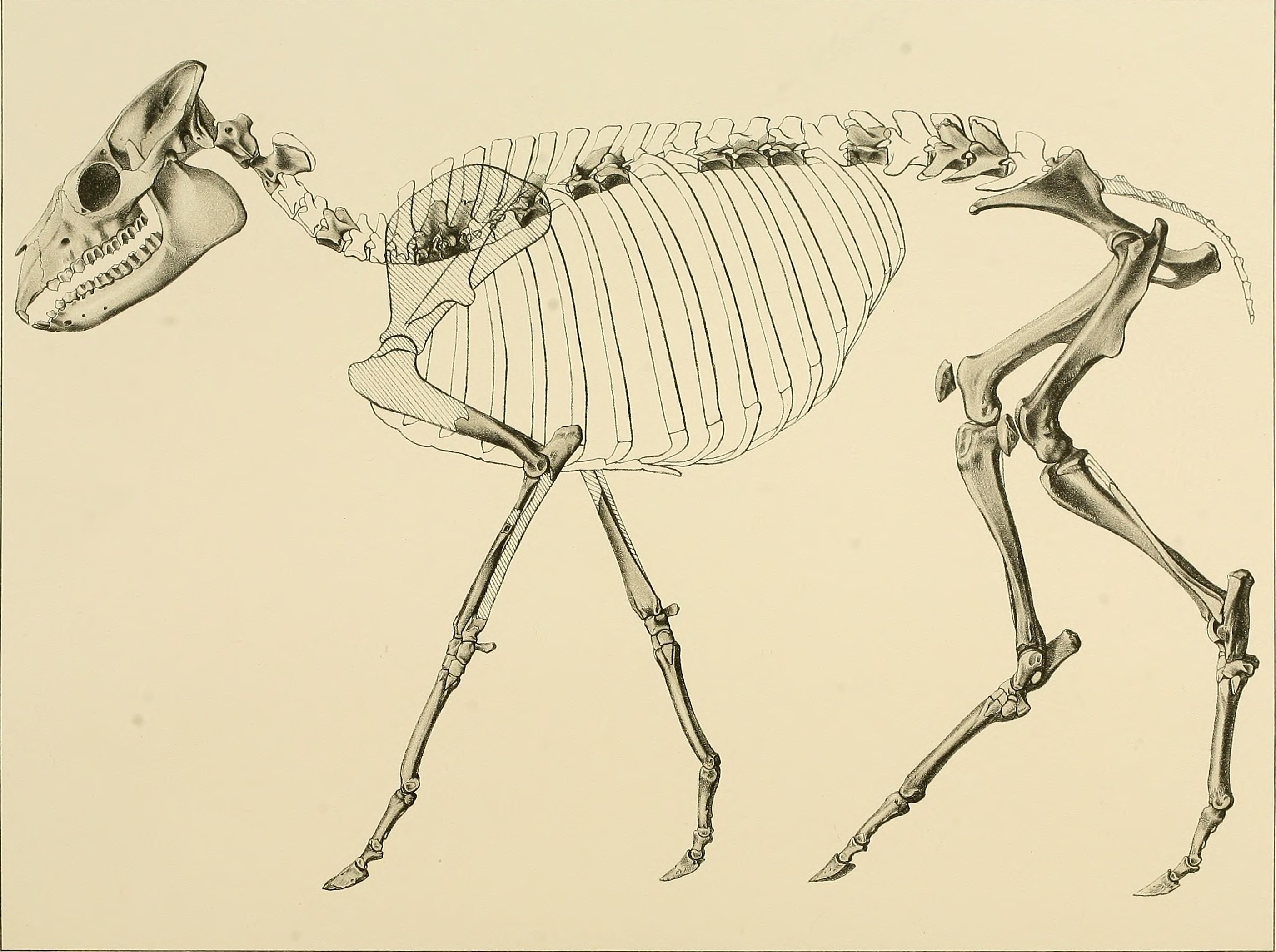
Ricostruzione dello scheletro di Thoatherium

## Paleobiologia
Le zampe allungatissime e dotate di un solo zoccolo indicano chiaramente che Thoatherium era adattato alla corsa veloce su terreni duri, probabilmente sulle praterie che andavano diffondendosi nel corso del Miocene in Sudamerica. La dentatura relativamente poco specializzata, tuttavia, presuppone una dieta a base di materiale vegetale relativamente tenero come le foglie, e non di erba.